# UREC
L'UREC, Unité REseaux du CNRS, a été une Unité Propre de Service (UPS) du CNRS, de 1990 à 2010.
Une UPS est une unité, gérée comme un laboratoire de recherche, qui ne fait pas de recherche mais assure des services. Dans le cas de l'UREC, qui était une unité nationale transverse, les services étaient destinés à l'ensemble des autres laboratoires et services du CNRS, avec des liens forts avec les universités et les autres organismes de recherche publics.
L'activité de l'unité couvrait les domaines :
- de l'infrastructure et des services de base réseau informatique, avec une participation active dans le réseau national avec RENATER,
- des services Internet ;
- de la sécurité informatique ;
- des grilles de calcul, avec une participation active dans EGEE ;
- des logiciels utilisés ou développés dans les laboratoires avec le projet PLUME.

À travers ses missions, elle a eu un rôle de :
- conseil, avec l'établissement de recommandations nationales ;
- test, parfois de développement et de déploiement de solutions innovantes ;
- participation ou de conduite de projets ;
- représentation du CNRS dans les instances nationales et internationales ;
- formation ;
- mutualisation des compétences ;
- animation de communauté informatique.

L'unité a regroupé un ensemble d'ingénieurs en informatique (2 au départ, jusqu'à 20 en 2004, une douzaine en moyenne) souvent experts dans un ou plusieurs domaines thématiques de l'unité.
Les directeurs ont été respectivement Christian Michau (1990-2002), Jean-Luc Archimbaud (2002-2006), Bernard Rapacchi (2006-2010).